# Special (Lost)
Special este un episod al serialului de televiziune Lost, sezonul 1.